# Michał Kuczmierowski
Michał Paweł Kuczmierowski (ur. 16 października 1978) – polski menedżer, w latach 2018–2020 członek zarządu Polskiej Grupy Zbrojeniowej, w latach 2020–2021 prezes Agencji Rezerw Materiałowych, w latach 2021–2024 prezes Rządowej Agencji Rezerw Strategicznych.

## Życiorys
Harcmistrz Związku Harcerstwa Rzeczypospolitej, brał udział w ustawianiu krzyża przed Pałacem Prezydenckim w Warszawie po katastrofie smoleńskiej.
Jest absolwentem Uniwersytetu Kardynała Stefana Wyszyńskiego w Warszawie i IESE Business School w Barcelonie.
W latach 2006–2009 lobbysta pracujący w spółce Pracownia sp. z o.o., prowadzący zarejestrowaną działalność lobbingową w Sejmie. W latach 2010–2015 pracował w Banku Zachodnim WBK, w którym jako menedżer był odpowiedzialny za rozwój biznesowy. Następnie objął stanowisko dyrektora Santander Universidades, programu edukacyjnego prowadzonego przez Santander Bank Polska. W latach 2015–2018 pracował w Powszechnej Kasie Oszczędności Banku Polskim. Początkowo był zatrudniony w biurze zarządzania marką, gdzie otrzymał następnie stanowisko dyrektora departamentu marketingu. W październiku 2016 zmieniono nazwę jednostki organizacyjnej i Kuczmierowski został dyrektorem pionu marketingu i komunikacji, gdzie pracował do marca 2018.
W latach 2018–2020 był członkiem zarządu Polskiej Grupy Zbrojeniowej, gdzie podlegały mu działy odpowiedzialne za finanse, strategię oraz standaryzację. Od kwietnia do września 2020 pełnił obowiązki prezesa Agencji Rezerw Materiałowych, a 7 września 2020 został oficjalnie powołany na stanowiska prezesa. W latach 2021–2024 prezes Rządowej Agencji Rezerw Strategicznych.
W latach 2023–2024 członek rady nadzorczej Banku Gospodarstwa Krajowego.
22 sierpnia 2024, na wniosek prokuratora, sąd zastosował wobec Kuczmierowskiego środek zapobiegawczy w postaci tymczasowego aresztowania. Celem było wszczęcie jego poszukiwań na podstawie listu gończego pod zarzutami brania udziału w zorganizowanej grupie przestępczej oraz przekroczenia uprawnień i niedopełnienia obowiązków w celu osiągnięcia korzyści majątkowej. 2 września 2024 Sąd Okręgowy w Warszawie poinformował o wydaniu Europejskiego Nakazu Aresztowania. Tego samego dnia Kuczmierowski został zatrzymany w Londynie.

## Wyniki wyborcze
| Wybory | Komitet wyborczy | Komitet wyborczy       | Organ           | Okręg | Wynik        |
| ------ | ---------------- | ---------------------- | --------------- | ----- | ------------ |
| 2023   |                  | Prawo i Sprawiedliwość | Sejm X kadencji | nr 18 | 3342 (0,62%) |

## Odznaczenia
- Krzyż Kawalerski Orderu Odrodzenia Polski „za wybitne zasługi w działalności na rzecz wzmacniania bezpieczeństwa strategicznego Polski” (2023)[14]
- Order „Za zasługi” III klasy (Ukraina, 2022)[15][16]